# Ogașu Mare, Nera
Râul Ogașu Mare este un curs de apă, afluent al râului Nera. 